# Piazza Brembana
Piazza Brembana ist eine Gemeinde (comune) in der norditalienischen Provinz Bergamo in der Lombardei. Der Ort liegt etwa 70 Kilometer nordöstlich von Mailand und etwa 27 Kilometer nördlich von Bergamo.
Piazza Brembana liegt innerhalb und am Rande des Parco delle Orobie Bergamasche.
Von 1926 bis 1966 war der Ort mit der Ferrovia Valle Brembana erreichbar.

## Persönlichkeiten
- Redovino Rizzardo CS (1939–2016), römisch-katholischer Geistlicher und Bischof von Dourados